# Martwa natura z wędzidłem
Martwa natura z wędzidłem – tom szkiców Zbigniewa Herberta z 1993 roku, dotyczących złotego okresu kultury holenderskiej, ostatnia część trylogii poświęconej kulturze europejskiej. Tytuł pochodzi od obrazu Johannesa Torrentiusa z 1614 roku.

## Historia i tematyka
Herbert kilkakrotnie odwiedzał Holandię: w 1967, 1971, 1976, 1988 i 1991. Szkice składające się na tom Martwa natura z wędzidłem publikowane były w Zeszytach Literackich, Kulturze i w prasie niemieckiej. Wydanie polskie wzbogacone zostało o Apokryfy – krótkie teksty inspirowane epizodami historii holenderskiej (m.in. o Spinozie, Janie Swammerdamie, Johanie van Oldenbarnevelcie). Eseje dotyczą przede wszystkim sztuk plastycznych (Gerarda ter Borcha – Dyskretny urok mieszczaństwa, Johannesa Torrentiusa – Martwa natura z wędzidłem) i spraw społecznych (Tulipanów gorzki zapach – manii kwiatów, Cena sztuki – o handlu obrazami, Delta – o warunkach naturalnych Holandii). Sam autor stwierdził, że bohaterem zbiorowym jego utworu jest mieszczaństwo Niderlandów XVII w.